# Güster
Güster là một đô thị thuộc huyện Lauenburg, trong bang Schleswig-Holstein, nước Đức. Đô thị Güster có diện tích 7,78 km², dân số thời điểm 31 tháng 12 năm 2006 là 1210 người.